# General Educational Development
Le verifiche General Educational Development, in sigla GED (in italiano tradotto letteralmente come [verifiche di] Sviluppo Educativo Generale) sono un gruppo di verifiche suddiviso in 4 argomenti, che quando superate forniscono una certificazione che conferma un livello di abilità equivalente ad aver concluso la scuola superiore negli Stati Uniti e in Canada.

## Descrizione
Ci sono più di 3200 centri che sono abilitati ufficialmente ad eseguire il test GED negli Stati Uniti e in Canada e nel resto del mondo.
Il costo per partecipare ad un test varia da stato a stato e varia, attualmente servono almeno 45$ (Maryland) ma tipicamente si attesta sui 120$ (per tutti e 4 i test).